# Petah Tikva Troopers 2022-2023
Questa voce raccoglie le informazioni riguardanti i Petah Tikva Troopers nelle competizioni ufficiali della stagione 2022-2023.

## Israel Football League 2022-2023

### Stagione regolare
| Petah Tiqwa 27 gennaio 2023, ore 19:30 2ª giornata | Petah Tikva Troopers | 0 – 21 | Beer Sheva Spartans |  |

| Petah Tiqwa 3 febbraio 2023, ore 9:00 3ª giornata | Petah Tikva Troopers | 0 – 61 | Carmel Dogs |  |

| Petah Tiqwa 16 febbraio 2023, ore 20:00 5ª giornata | Petah Tikva Troopers | 16 – 52 | Jerusalem Lions | Stadio HaMoshava |

| Petah Tiqwa 24 febbraio 2023, ore 9:00 6ª giornata | Petah Tikva Troopers | 14 – 66 | Beit Shemesh Rebels | Stadio HaMoshava |

| Gerusalemme 2 marzo 2023, ore 20:00 7ª giornata | Tel Aviv Pioneers | 50 – 0 | Petah Tikva Troopers | Kraft Sports Campus |

| Ramat HaSharon 24 marzo 2023, ore 9:00 10ª giornata | Ramat HaSharon Hammers | 48 – 8 | Petah Tikva Troopers |  |

| Be'er Sheva 30 marzo 2023, ore 21:00 11ª giornata | Beer Sheva Spartans | 40 – 0 | Petah Tikva Troopers |  |

| Mazkeret Batya 13 aprile 2023, ore 21:00 12ª giornata | Mazkeret Batya Silverbacks | 47 – 8 | Petah Tikva Troopers |  |

### Statistiche di squadra
| Competizione      | %Vittorie | In casa | In casa | In casa | In casa | In casa | In casa | In trasferta | In trasferta | In trasferta | In trasferta | In trasferta | In trasferta | Totale | Totale | Totale | Totale | Totale | Totale |
| Competizione      | %Vittorie | G       | V       | N       | P       | Pf      | Ps      | G            | V            | N            | P            | Pf           | Ps           | G      | V      | N      | P      | Pf     | Ps     |
| ----------------- | --------- | ------- | ------- | ------- | ------- | ------- | ------- | ------------ | ------------ | ------------ | ------------ | ------------ | ------------ | ------ | ------ | ------ | ------ | ------ | ------ |
| Stagione regolare | .000      | 4       | 0       | 0       | 4       | 30      | 200     | 4            | 0            | 0            | 4            | 16           | 185          | 8      | 0      | 0      | 8      | 46     | 385    |
| Totale            | .000      | 4       | 0       | 0       | 4       | 30      | 200     | 4            | 0            | 0            | 4            | 16           | 185          | 8      | 0      | 0      | 8      | 46     | 385    |